# Clark/Lake (métro de Chicago)
Clark/Lake (ouverte dans le Milwaukee-Dearborn Subway sous le nom Lake) est une station du métro de Chicago sur plusieurs niveaux. Elle est composée d'une station dans le Milwaukee-Dearborn Subway et d'une station aérienne sur le flanc nord du Loop. 
Il s'agit de la plus grande station du métro de Chicago en matière de correspondance, six lignes s'y croisent. C'est aussi la station la plus fréquentée du réseau puisque 5 260 807 passagers l'ont utilisé en 2008. Plusieurs points d'intérêts majeurs de la ville et bâtiments d'importance se trouvent à proximité immédiate de la station dont l'hôtel de ville de Chicago, le James R. Thompson Center ou encore le Richard J. Daley Center pour ne citer qu'eux.

## Histoire
La station aérienne a été ouverte en 1895 par la Lake Street Elevated avant d’être intégrée dans l’Union Loop en 1897.
La station fut agrandie avec l’ouverture du Milwaukee-Dearborn Subway en 1951 avant que Clark/Lake ne soit fusionné en 1989 dans un seul bâtiment permettant l’ouverture d’un hall de transfert direct entre la ligne souterraine et les lignes du Loop le James R. Thompson Center et facilitant la correspondance pour les passagers. 
La partie aérienne de la station fut entièrement reconstruite en 1992.

## Dessertes
La station est desservie par la ligne bleue dans le Milwaukee-Dearborn Subway, brune dans le sens inverse des aiguilles d’une montre sur la voie extérieure du Loop et par les lignes mauve (en heure de pointe), orange, rose dans le sens horlogique sur la voie intérieure du Loop tandis que la ligne verte y circule dans les deux sens.  
| Nord/Ouest                    |  |                                    |  | Sud/Est                                      |
| ----------------------------- |  | ---------------------------------- |  | -------------------------------------------- |
| Grand vers O'Hare             |  | ligne bleue                        |  | Washington vers Forest Park                  |
| Merchandise Mart vers Kimball |  | ligne brune                        |  | State/Lake                                   |
| Clinton vers Harlem/Lake      |  | ligne verte                        |  | State/Lake vers Ashland/63rd / Cottage Grove |
| Washington/Wells              |  | ligne orange                       |  | State/Lake vers Midway                       |
| Clinton                       |  | ligne rose                         |  | State/Lake vers 54th/Cermak                  |
| Merchandise Mart              |  | ligne mauve (heures de pointe) (d) |  | State/Lake vers Linden                       |
| modifier sur Wikidata         |  |                                    |  |                                              |

## Correspondances
Avec les bus de la Chicago Transit Authority :
- #22 Clark (Owl Service)
- #24 Wentworth
- #134 Stockton/LaSalle Express
- #135 Clarendon/LaSalle Express
- #136 Sheridan/LaSalle Express
- #156 LaSalle

## Galerie

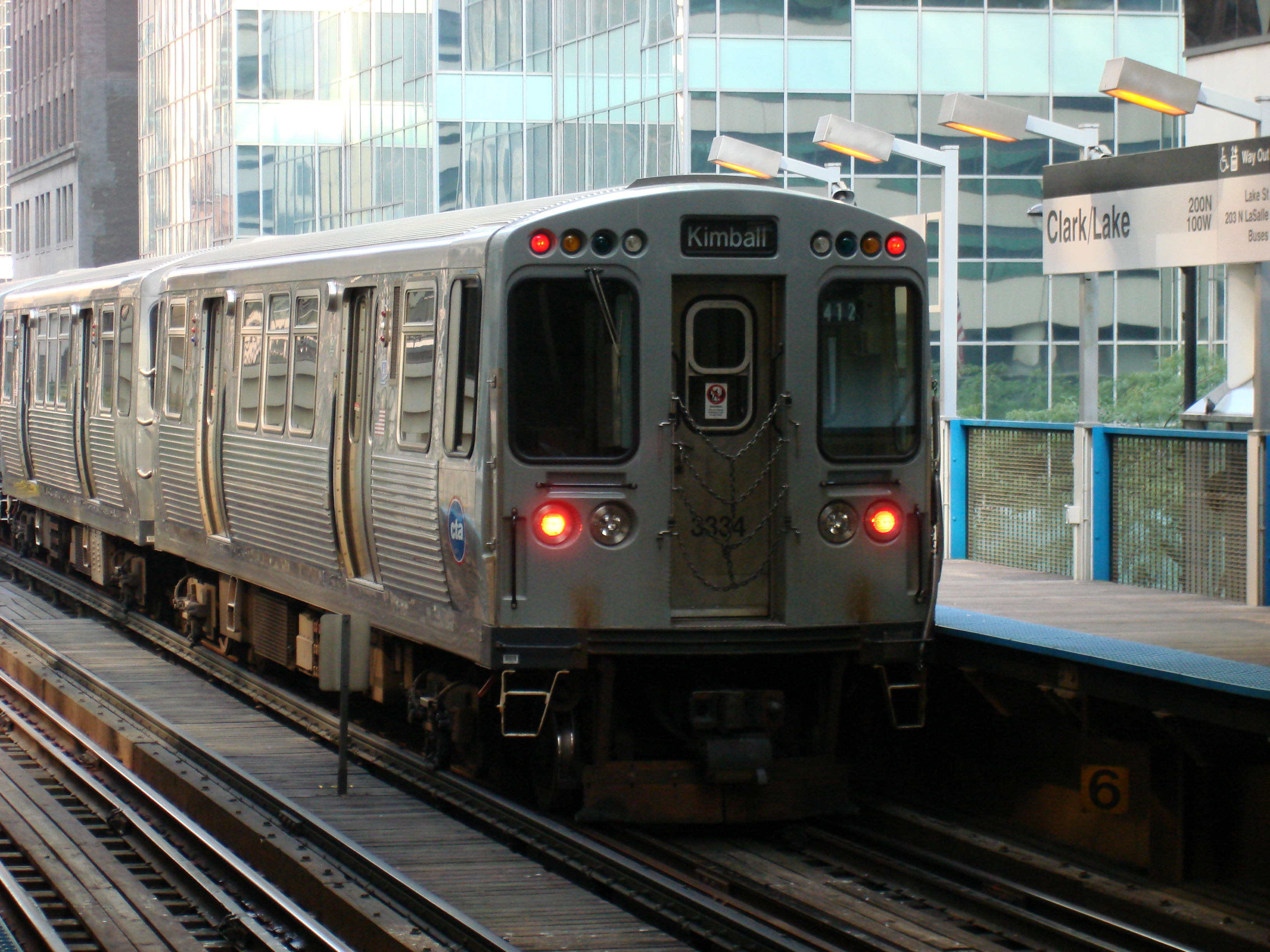
Rame vers Kimball au départ de Clark/Lake.
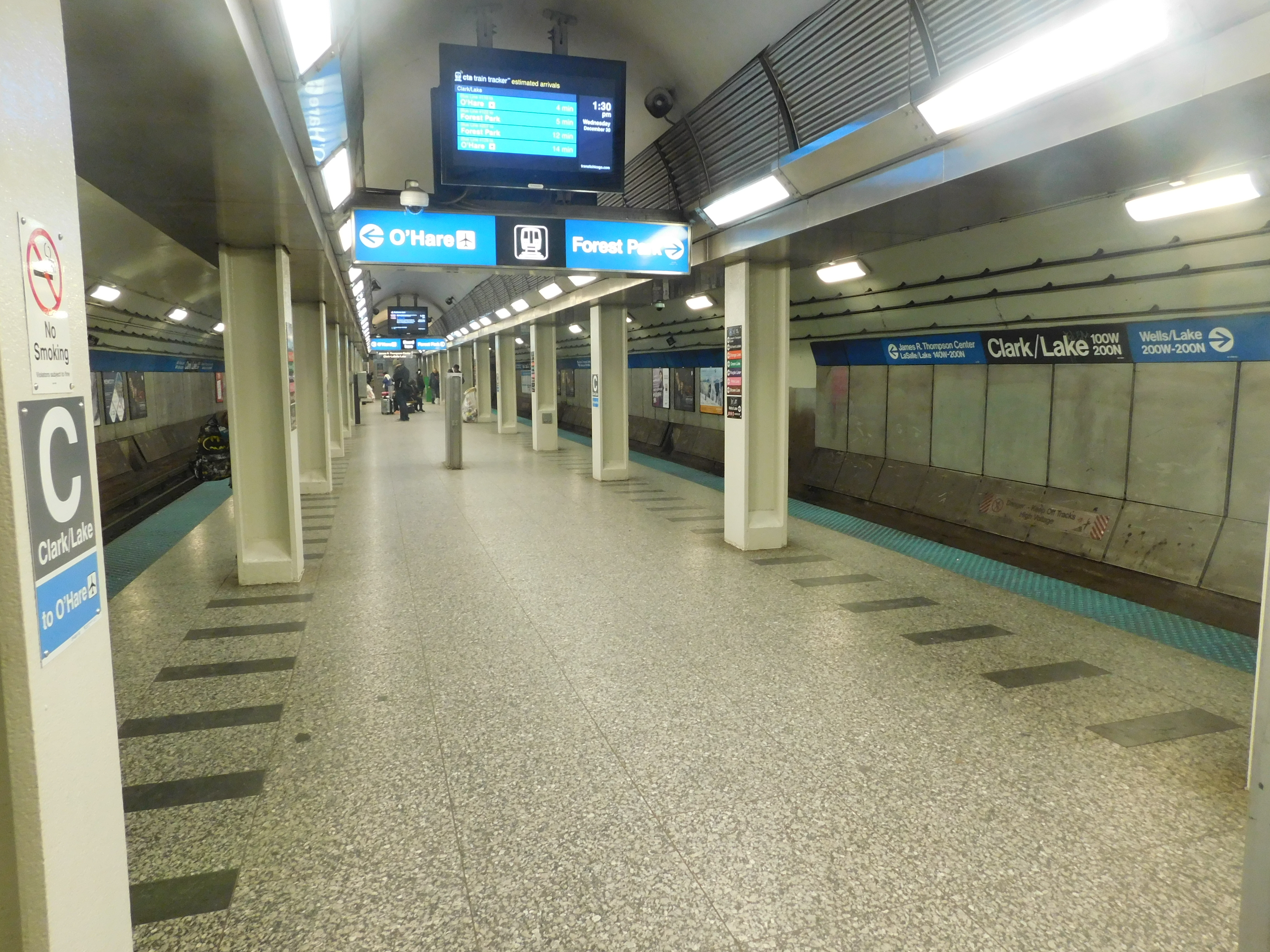
La station souterraine.
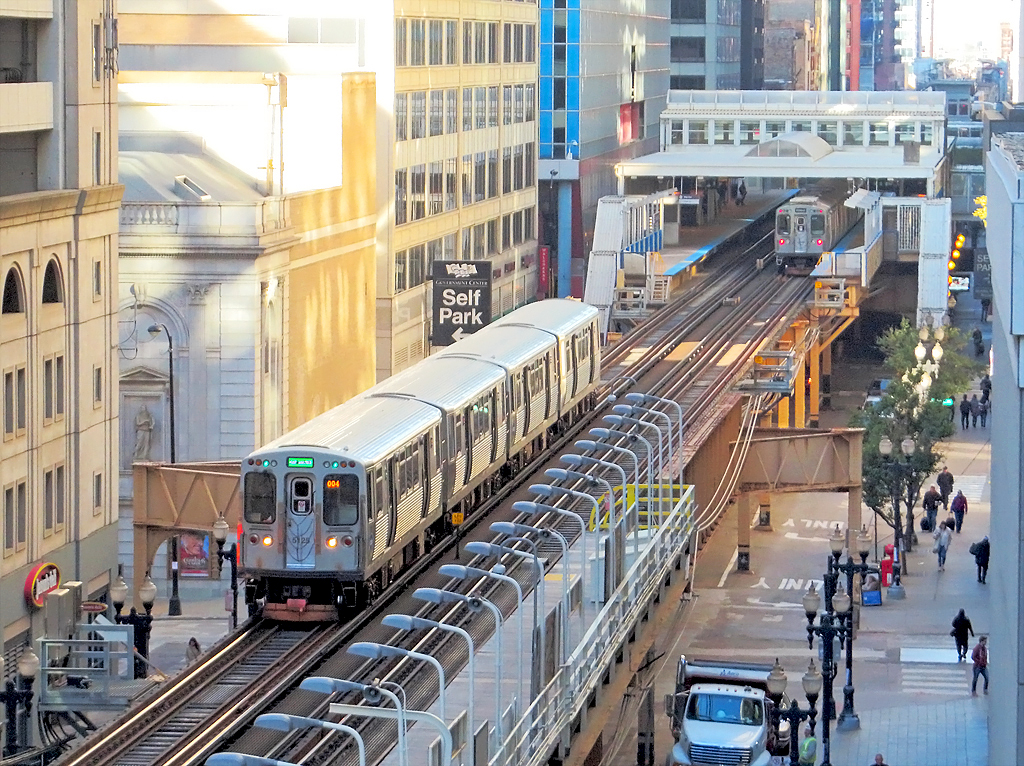
Une rame quittant la station.
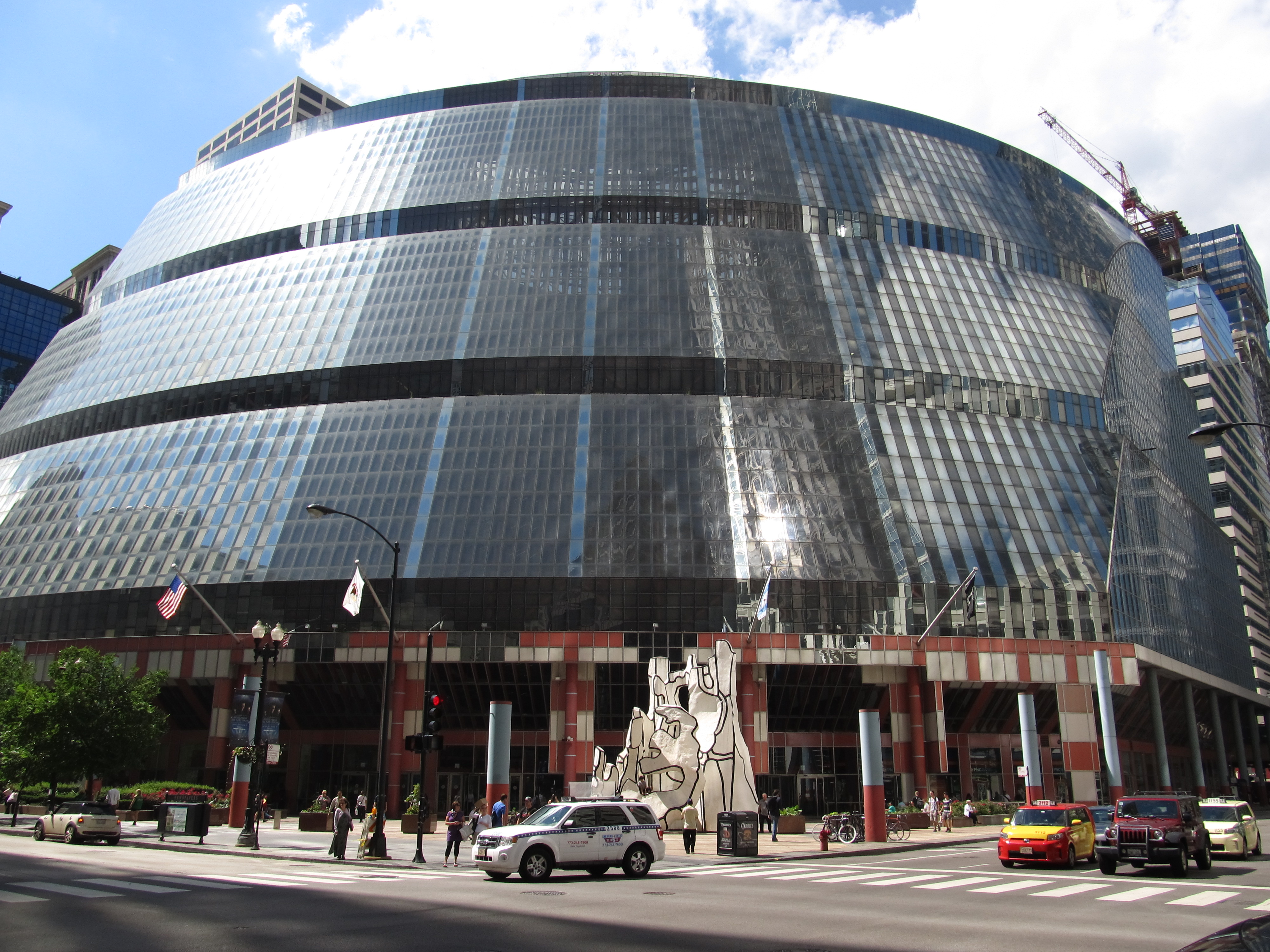
Le James R. Thompson Center, principal bâtiment desservi par la station.